# Карпін Андрій Борисович
Андрій Борисович Карпін (25 листопада 1963, Петрозаводськ, Карельська АРСР, СРСР) — радянський і російський хокеїст, воротар. Переможець молодіжного чемпіонату світу. Майстер спорту СРСР.

## Біографічні відомості
Вихованець команди «Юність» (Петрозаводськ). 1979 року отримав запрошення від московського «Динамо», займався у тренера Віталія Єрфилова. Чемпіон Європи серед юніорів 1981 року. На турнірі його дублером був Ігор Курносенко з київського «Машинобудівника». Наступного сезону грав на молодіжному чемпіонаті світу, де радянська команда показала найгірший результат (4-е місце). Андрій Карпін виходив на лід проти збірних Західної Німеччини і ШвейцаріЇ, а в інших матчах виступав Віталій Самойлов. 1983 року команда СРСР повернула собі звання найсильнішої на планеті. Цього разу був основним голкіпером, а серед його партнерів — киянин Валерій Ширяєв.
У вищій лізі дебютував 27 січня 1982 року. У Саратові «динамівці» перемогли місцевий «Кристал» з рахунком 13:1. У сезоні 1983/1984 захищав кольори харківського «Динамо» (перша ліга), був дублером Олександра Семенова. Після демобілізації з військової служби один сезон грав за друголіговий «Буран» (Воронеж) і два — за «Крила Рад». 1987 року повернувся до рідного «Динамо». При Юрію Мойсеєві і Володимиру Юрзінову вважався третім номером на своїй позиції, здебільшого тренери залучали до складу досвідченого Володимира Мишкіна, Михайла Шталенкова і Андрія Трефілова. У цей час «динамівці» здобули дві перемоги в чемпіонаті СРСР (1990, 1991). У вищій лізі провів 100 матчів («Крила Рад» — 68, «Динамо» — 32). 
1991 року надійшла пропозиція з німецького клубу другої бундесліги «Ратінген». Основу команди складали радянські хокеїсти (Володимир Квапп, Віталій Гросман, Сергій Свєтлов, Ігор Кузнецов, Володимир Новосьолов, Сергій Вікулов, Олександр Вунш, Олександр Енгель, Андрій Фукс, Борис Фукс і Олександр Генце). За підсумками сезону «Ратінген» здобув путівку до бундесліги, Андрій Карпін був основним голкіпером у вирішальних іграх серії плей-оф. 1993 року повернувся на батьківщину, виступав за «Крила Рад» і «Северсталь» (Череповець). За шість сезонів провів 115 матчів у Міжнаціональній хокейній лізі і 81 — в російській суперлізі. Після завершення ігрової кар'єри працює тренером.

## Досягнення
- Чемпіон світу серед молоді (1): 1983
- Чемпіон Європи серед юніорів (1): 1981

## Статистика
У юніорській і молодіжній збірних:
| Рік  | Команда          | Турнір | Місце | І | ПГ | КН   | ШХ |
| ---- | ---------------- | ------ | ----- | - | -- | ---- | -- |
| 1981 | СРСР (юніорська) | ЮЧЄ    |       | 4 | 6  | 1.50 |    |
| 1982 | СРСР (молодіжна) | МЧС    | 4     | 2 | 6  | 4.50 |    |
| 1983 | СРСР (молодіжна) | МЧС    |       | 6 | 12 | 2.25 |    |

У чемпіонатах:
| Сезон   | Клуб                      | Ліга        | Регулярний сезон | Регулярний сезон | Регулярний сезон | Регулярний сезон | Плей-оф | Плей-оф | Плей-оф | Плей-оф |
| Сезон   | Клуб                      | Ліга        | І                | ПГ               | КН               | ШХ               | І       | ПГ      | КН      | ШХ      |
| ------- | ------------------------- | ----------- | ---------------- | ---------------- | ---------------- | ---------------- | ------- | ------- | ------- | ------- |
| 1981-82 | «Динамо» (Москва)         | СРСР        | 2                | 1                | 1.94             |                  |         |         |         |         |
| 1982-83 | «Динамо» (Москва)         | СРСР        | 0                | 0                | 0                | 0                |         |         |         |         |
|         | «Локомотив» (Москва)      | СРСР-3      | ?                |                  |                  |                  |         |         |         |         |
| 1983-84 | «Динамо» (Харків)         | СРСР-2      | 17               |                  |                  |                  |         |         |         |         |
| 1984-85 | «Буран» (Воронеж)         | СРСР-3      | ?                |                  |                  |                  |         |         |         |         |
| 1985-86 | «Крила Рад» (Москва)      | СРСР        | 28               | 84               | 3.17             | 2                |         |         |         |         |
| 1986-87 | «Крила Рад» (Москва)      | СРСР        | 40               | 117              | 2.92             | 0                |         |         |         |         |
| 1987-88 | «Динамо» (Москва)         | СРСР        | 9                | 28               | 4.31             | 2                |         |         |         |         |
| 1988-89 | «Динамо» (Москва)         | СРСР        | 0                | 0                | 0                | 0                |         |         |         |         |
| 1989-90 | «Динамо» (Москва)         | СРСР        | 15               | 11               | 1.94             | 0                |         |         |         |         |
|         | «Динамо-2» (Москва)       | СРСР-3      | 16               |                  |                  | 2                |         |         |         |         |
| 1990-91 | «Динамо» (Москва)         | СРСР        | 6                | 7                | 3.53             | 0                |         |         |         |         |
|         | «Динамо-2» (Москва)       | СРСР-3      | 21               |                  |                  | 2                |         |         |         |         |
| 1991-92 | «Ратінген»                | Німеччина-2 | 5                |                  |                  |                  | 14      |         |         |         |
| 1993-94 | «Крила Рад» (Москва)      | МХЛ         | 24               |                  | 2.31             |                  | 3       |         | 4.67    |         |
| 1994-95 | «Крила Рад» (Москва)      | МХЛ         | 37               |                  | 2.25             |                  | 4       |         | 1.80    |         |
|         | «Soviet Wings»            | ІХЛ         | 11               |                  | 4.67             |                  |         |         |         |         |
| 1995-96 | «Северсталь» (Череповець) | МХЛ         | 43               |                  | 2.78             |                  | 4       |         | 3.00    |         |
| 1996-97 | «Северсталь» (Череповець) | Росія       | 31               |                  | 2.40             |                  | 1       |         | 11.25   |         |
| 1997-98 | «Северсталь» (Череповець) | Росія       | 21               |                  |                  |                  | 4       |         | 3.12    |         |
| 1998-99 | «Северсталь» (Череповець) | Росія       | 24               |                  | 2.61             |                  |         |         |         |         |